# 가재속
가재속은 가재 (Cambaroides similis), 만주가재 (Cambaroides dauricus), 일본가재 (Cambaroides japonicus)등이 속하는 속이다. 한반도에는 가재가 주로 발견되며 북한 북부 지역에는 만주가재도 서식하고 있으며, 최근 논문에서는 블라디보스톡가재도 북한 두만강 주변 일부 지역에 서식한다고 한다.

## 가재속의 분류 논란
가재속(Cambaroides)은 극동아시아에만 협소하게 분포하는 가재 속으로, 가재과에 속해 있지만 계통분류학적으로 독립된 과로 분리되어야 할 지 불분명하다.

## 종류
- 가재 (Cambaroides similis)
- 만주가재 (Cambaroides dauricus)
- 일본가재 (Cambaroides japonicus)
- 슈렌크가재 (Cambaroides schrenckii)
- 블라디보스톡가재 (Cambaroides wladiwostokensis)
- 코제브니코프가재 (Cambaroides koshewnikowi)

기존에 종으로 분류되던 사할린가재 (Cambaroides sachalinensis)는 외형상 일부 차이점은 보이지만 최근 유전자 연구 결과 슈렌크가재(Cambaroides schrenckii)와 동일종으로 밝혀져 동종이명이 되었다.